# Кирил II Доростолски
Кирил (на гръцки: Κύριλλος, Кирилос) е гръцки духовник, митрополит на Вселенската патриаршия.

## Биография
Той служи като велик протосингел на Вселенската патриаршия. През април 1776 година е избран и по-късно ръкоположен за митрополит на Босна и Сараево. През март 1780 година е избран за митрополит на Ганос и Хора. На 31 август 1798 година подава оставка. От 16 септември 1798 година до октомври 1800 година е игумен на светата обител „Света Богородица Камариотиса“ на Халки. През януари 1806 година е избран за митрополит на Доростол. В 1812 година заминава за Русия с отстъпващите руски войски и през април 1813 година подава оставка. На 17 юни 1821 година участва в погребението на патриарх Григорий V Константинополски. Умира в Одеса на 11 юли 1827 година в Одеса. Погребан е в одеската църква „Света Троица“.